# محمد علم
محمد علم (1 مارس 1982 في باكستان - ) هو لاعب كريكت باكستاني.

## وصلات خارجية
- محمد علم على موقع إي آس بي آن كريك إنفو (الإنجليزية)